# Vénissieux handball
Dernière mise à jour : 2 juillet 2025.
Le Vénissieux handball est un club français de handball basé à Vénissieux, dans la banlieue de Lyon. Évoluant en Prénational, il a constitué l'un des meilleurs clubs français du début des années 1990.

## Historique
Le club fut créé en 1965 sous le nom de l'Amicale Laïque Centre Pasteur (ALCP) par un professeur d’allemand et d'EPS, Lucien Lewandowski (surnom Lulu) et René Dauphin, son beau-père. 
L'accession en Nationale 1B, l'antichambre de l’élite, intervient en 1985. L'ALCP change alors de nom en Handball Vénissieux 85, étoffée par la fusion avec la section de handball de Parilly, créée par Maurice Blanc, un enseignant. En 1987, le club remporte le Championnat de France de Nationale 1B et accède ainsi à la Nationale 1A
Il devient alors un des piliers du handball français au début des années 1990. Sous la conduite de l'entraineur yougoslave Sead Hasanefendić, le HBV 85 est vice-champion de France en 1990 et 1991, remporte la Coupe de France en 1991 puis réalise le doublé Championnat-Coupe en 1992 avec quatre « Barjots » qui remporteront, quelques mois plus tard, la médaille de bronze aux JO de Barcelone : Denis Lathoud, Gaël Monthurel, Laurent Munier et Thierry Perreux. 
Mais, ce succès sur le plan sportif est doublé de grandes difficultés financières qui ne pourront être consolidés par l'apport de capitaux, malgré plusieurs contacts (Jean-Michel Aulas entre autres) et la recherche de sponsors. Le club doit ainsi se séparer de ses meilleurs joueurs (Lathoud, Perreux à l'été 1992, Schaaf et Houlet en cours de saison, Munier à l'été 1993...), mais ne parvient pour autant pas à apurer ses finances. Accusant un déficit de 7 million de francs, le club est relégué le 14 juin 1994 en nationale 1 pour raisons financières par la Fédération. Puis, le tribunal de grande instance de Lyon prononça la liquidation judiciaire du HB Vénissieux 85 en 1994.

## Palmarès
- Vainqueur du Championnat de France D1 : 1992
  - Vice-champion de France en 1990 et  1991
- Vainqueur de la Coupe de France : 1991, 1992.
- Demi-finaliste coupe d'Europe des clubs champions en 1993.
- Vainqueur du Championnat de France de deuxième division : 1987.
- Demi-finaliste challenge de France -18ans Garçons: 2010.
- Champion de France N2 saison 2021/2022

## Bilan saison par saison

### De 1986 à 1995
| Saison    | Division (niveau)        | Rang     | C. de France           | Coupe d'Europe *   | Entraîneur          |
| --------- | ------------------------ | -------- | ---------------------- | ------------------ | ------------------- |
| 1986/1987 | Nationale 1B (2)         | Champion | 1/8 de finale          | -                  | Serge Saissac       |
| 1987/1988 | Nationale 1A (1)         | 5e       | pas de Coupe de France | -                  | Serge Saissac       |
| 1988/1989 | Nationale 1A (1)         | 7e       | 1/4 de finale          | -                  | Serge Saissac       |
| 1989/1990 | Nationale 1A (1)         | 2e       | Phase de poules        | -                  | / Sead Hasanefendić |
| 1990/1991 | Nationale 1A (1)         | 2e       | Vainqueur              | C3 : 1/4 de finale | / Sead Hasanefendić |
| 1991/1992 | Nationale 1A (1)         | Champion | Vainqueur              | C2 : 1/8 de finale | / Sead Hasanefendić |
| 1992/1993 | Nationale 1A (1)         | 4e       | 1/2 finale             | C1 : 1/2 finale    | / Sead Hasanefendić |
| 1993/1994 | Nationale 1A (1)         | 11e      | 1/2 finale             | -                  | Risto Magdincev     |
| 1994/1995 | Nationale 1 fédérale (2) | 36e      | 1er tour               | -                  | Dragan Zovko        |

 * C1=Ligue des champions ; C2=Coupe des vainqueurs de coupe ; C3=Coupe de l'IHF

### Depuis 2006
| Saison    | Division (niveau) | Rang          |
| --------- | ----------------- | ------------- |
| 2006-2007 | Nationale 1 (3)   | 14e           |
| 2007-2008 | Nationale 2 (4)   | 3e            |
| 2008-2009 | Nationale 2 (4)   | 1re           |
| 2009-2010 | Nationale 1 (3)   | 14e           |
| 2010-2011 | Nationale 2 (4)   | 9e            |
| 2011-2012 | Nationale 2 (4)   | 5e            |
| 2012-2013 | Nationale 2 (4)   | ?e            |
| 2013-2014 | Nationale 2 (4)   | ?e            |
| 2014-2015 | Nationale 2 (4)   | 5e            |
| 2015-2016 | Nationale 2 (4)   | 3e            |
| 2016-2017 | Nationale 2 (4)   | 8e (poule 5)  |
| 2017-2018 | Nationale 2 (4)   | 5e (poule 5)  |
| 2018-2019 | Nationale 2 (4)   | 5e (poule 5)  |
| 2019-2020 | Nationale 2 (4)   | 4e (poule 5)  |
| 2020-2021 | Nationale 2 (4)   | 8e (poule 5)  |
| 2021-2022 | Nationale 2 (4)   | 1er (poule 5) |

## Personnalités liées au club

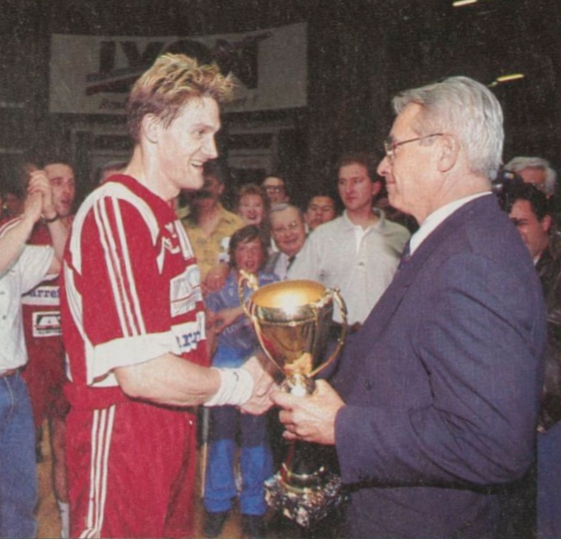
Le capitaine Laurent Munier reçoit la Coupe de France des mains de Jean-Pierre Lacoux en 1992.

Parmi les personnalités liées au club, on trouve :
- Éric Amalou : 1985-1994
- Mirko Bašić : 01/1989-1991
- Sead Hasanefendić : 1989-1992 (entraîneur)
- François-Xavier Houlet : 1992-janvier 1993[6]
- Philippe Julia : 1989-1993
- Guéric Kervadec : 1988-1993
- Denis Lathoud : 1984-1992
- Patrick Lepetit : 1987-1993
- Dejan Lukić : 1991-1993
- Gaël Monthurel : 1987-1993
- Stéphane Moualek : 1990-1992
- Laurent Munier : 1987-1993
- Slimane Ouerghemmi : ?-1993
- Thierry Perreux : 1991-1992
- Zlatko Portner : 1992-1994
- Philippe Schaaf : 1992-janvier 1993[6]
- Florent Varlamos : 1984-1992
- François Woum-Woum : ?-1996

### Effectif 1990-1991
L'effectif pour la saison 1990-1991 était :
- Gardiens de but (3) : Mirko Bašić, Yann Demeyer, Luc Soubeyrat.
- Joueurs de champ (14) : Laurent Munier, Guéric Kervadec, Patrick Lepetit, Denis Lathoud, Robert Bachelet, Olivier Guillet, Philippe Julia, Emmanuel Bellet, Slimane Ouerghemmi, Stéphane Moualek, Éric Amalou, Pascal Champenoy, Gaël Monthurel, Éric Bernard.
- entraîneurs : Sead Hasanefendić, Gérald de Haro (adjoint).

### Effectif 1991-1992
L'effectif pour la saison 1991-1992 était :
- Gardiens de but (3) : Dejan Lukić, Yann Demeyer, Luc Soubeyrat.
- Joueurs de champ (14) : Gaël Monthurel (103 buts), Denis Lathoud (80), Zoran Calić (75), Laurent Munier (54), Stéphane Moualek (45), Thierry Perreux (38), Philippe Julia (29), Patrick Lepetit (27), Christophe Perli (21), Guéric Kervadec (18), Slimane Ouerghemmi (12), Éric Amalou (11), Pascal Champenoy (8) , Armel Merlaud (0).
- entraîneurs : Sead Hasanefendić, Gérald de Haro (adjoint).

### Effectif 1992-1993
L'effectif pour la saison 1992-1993 était :
- Gardiens de but (3) : Dejan Lukić, Nicolas Pavillard, Daniel Bentivoglio.
- Joueurs de champ (12+2) : Patrick Lepetit, Guéric Kervadec, Slimane Ouerghemmi, Laurent Munier, Zlatko Portner, Armel Merlaud, Franck Vanel, Philippe Julia, Éric Bernard, Gaël Monthurel, Éric Amalou, Francois Woum-Woum. Bien que n'apparaissant pas sur la photo officielle, François-Xavier Houlet et Philippe Schaaf ont fait partie de l'effectif jusqu'en janvier 1993[6].
- entraîneurs : Sead Hasanefendić, Gérald de Haro (adjoint).